# ريتشارد بيرس (مخرج)
ريتشارد بيرس (بالإنجليزية: Richard Pearce)‏ هو مصور سينمائي ومخرج أمريكي، ولد في 25 يناير 1943 في سان دييغو في الولايات المتحدة.

## وصلات خارجية
- ريتشارد بيرس على موقع IMDb (الإنجليزية)
- ريتشارد بيرس على موقع ألو سيني (الفرنسية)
- ريتشارد بيرس على موقع تيرنر كلاسيك موفيز (الإنجليزية)
- ريتشارد بيرس على موقع أول موفي (الإنجليزية)
- ريتشارد بيرس على موقع قاعدة بيانات الأفلام السويدية (السويدية)
- ريتشارد بيرس على موقع قاعدة بيانات الفيلم (الإنجليزية)
- ريتشارد بيرس على موقع كينوبويسك (الروسية)